# Isaac Kiese Thelin
Isaac Kiese Thelin, né le 24 juin 1992 à Örebro en Suède, est un footballeur international suédois. Il joue au poste d'attaquant au sein de Malmö FF.

## Biographie

### Carrière en club

#### Début en Suède

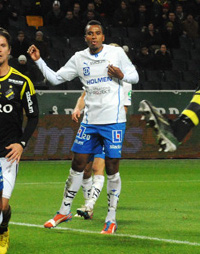
Isaac Kiese Thelin sous le maillot d'IFK Norrköping en 2013.

En 2011, l'attaquant débute en première division suédoise sous le maillot de l'IFK Norrköping. Il dispute son premier match à 19 ans ; il demeure deux saisons et demie dans ce club.
Ses performances attirent l'attention de nombreux clubs. Isaac Kiese Thelin s’engage ensuite à Malmö FF, champion en titre et qualifié en Ligue des champions après le tour préliminaire. Sa carrière connait alors une accélération soudaine. En quelques semaines, il s’affirme comme un grand espoir, découvre la Ligue des Champions et brille en championnat où il inscrit 5 buts en 14 matches. Toujours titulaire sur la scène européenne (6 matches, 1 passe décisive), il est par ailleurs appelé pour la première fois en la sélection nationale.

#### Passage aux Girondins de Bordeaux

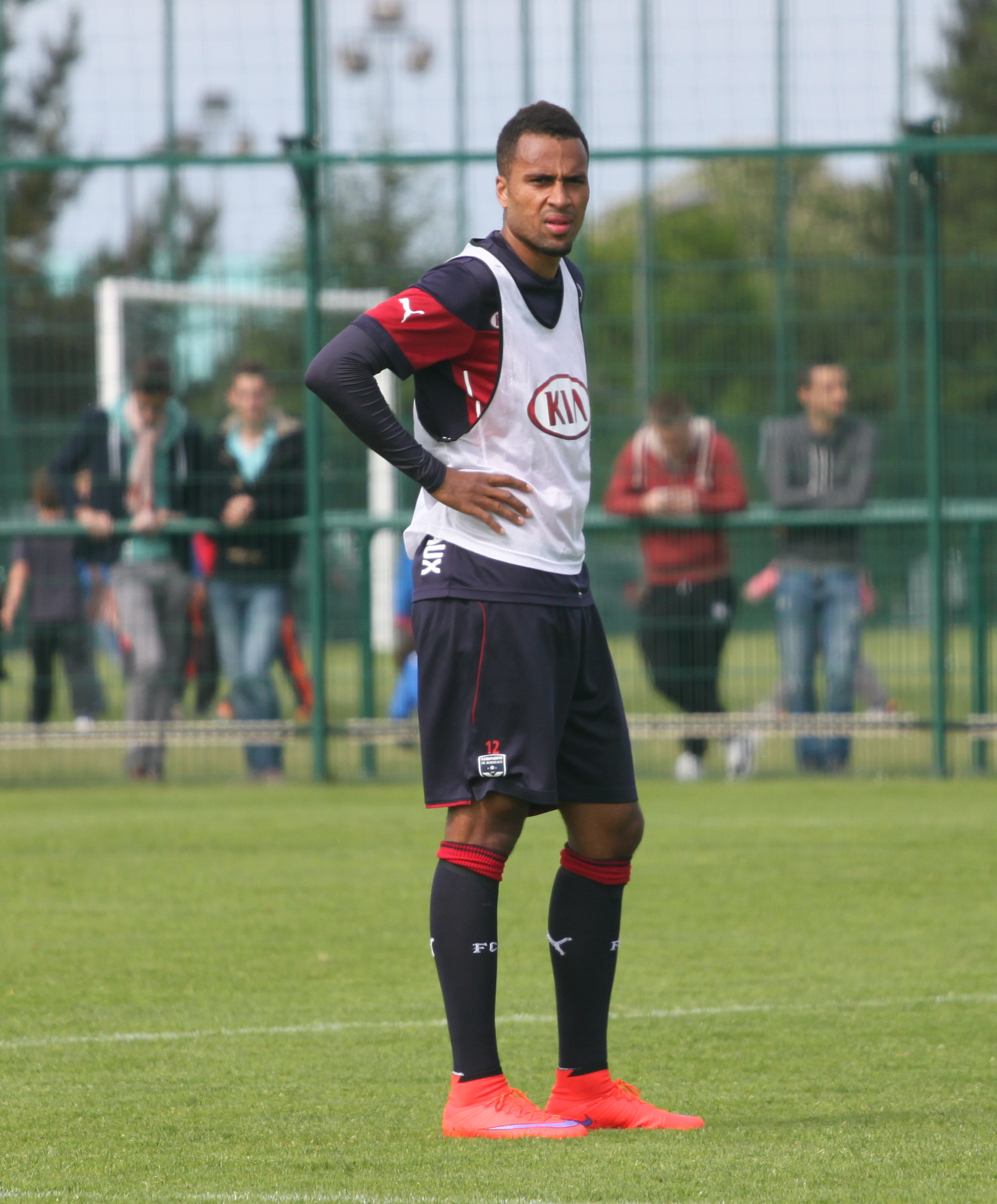
Isaac Kiese Thelin sous le maillot des Girondins de Bordeaux en 2015.

Après six mois à Malmö FC, il rejoint les Girondins de Bordeaux le 22 janvier 2015, en fin de mercato hivernal, dans le but de pallier les blessures récurrentes de Cheick Diabaté, le buteur du club, et d’étoffer un secteur offensif assez faible. Initialement titulaire, il perd rapidement sa place au profit de l’Uruguayen Diego Rolán, auteur d’une incroyable saison ponctuée de 15 buts en championnat alors que Thelin n'inscrit qu'un seul but, contre Reims le 28 février.
Sa deuxième année dans le club bordelais est tout aussi infructueuse. Une blessure récurrente au talon et l’éclosion de plusieurs attaquants du centre de formation comme Adam Ounas et Enzo Crivelli ne laissent à Thelin qu'un faible temps de jeu. Il finit la saison avec seulement 12 matchs joués et un but marqué en phase de poule de Ligue Europa contre l’AEK Larnaca.
Alors que les journalistes[Lesquels ?] le voyaient quitter le club en fin de saison, car il n’était plus convoqué dans le groupe par l’entraîneur des Girondins Ulrich Ramé, le Suédois reste pourtant au club, s'affirmant confiant de son niveau et sûr de sa forme physique qui semble s’être améliorée. Lors du mercato estival de 2016, Ulrich Ramé quitte le club et est remplacé par Jocelyn Gourvennec, auparavant entraîneur de l’En Avant de Guingamp. Malgré l’arrivée de l’international français Jérémy Menez et de l’éclosion de Malcom, le nouvel entraineur redonne une chance au joueur suédois. Celui-ci inscrit deux buts sur les neuf matchs qu'il dispute avant la trêve hivernale.

#### RSC Anderlecht
Le 5 janvier 2017, il est prêté par Bordeaux pour six mois au RSC Anderlecht. Il dispute son premier match avec sa nouvelle équipe le 22 janvier 2017 contre Saint-Trond (victoire 3-1 d'Anderlecht). Lors des seizièmes de finale de Ligue Europa, il marque à la dernière minute et permet au RSC Anderlecht de se qualifier pour la suite de la compétition. Les mauves seront tout de même éliminés en quart de finale par Manchester United sur le score de 2-1 après avoir fait match nul à l'aller. Il marque également contre Zulte Waregem lors des play-offs 1. Malgré ses deux buts, il reste quand même la doublure du Polonais Łukasz Teodorczyk et doit se contenter de disputer les fins de matchs. Il est champion de Belgique avec le RSCA à la suite de la victoire 3-1 contre le Sporting Charleroi. Le 30 août 2017, le RSC Anderlecht décide de lever l'option d'achat fixée auparavant et le prête immédiatement à Waasland-Beveren.

#### Prêt à Waasland Beveren
Pour son premier match, Isaac Kiese Thelin marque à la 88e minute sur un pénalty contre KAS Eupen (victoire 5-1 de Beveren).
Il marque à la même minute lors du match suivant contre le Sporting Charleroi et permet ensuite à son équipe d'égaliser après avoir été mené  2-0. Le 23 septembre 2017, il ouvre le score contre le RSC Anderlecht mais Waasland-Beveren va finir par s'incliner 2-1. Lors de la 11e journée, il va inscrire un quadruplé face à Zulte Waregem. À partir de là, Thelin va être provisoirement le meilleur buteur du championnat de Belgique. Il marque aussi contre le Standard de Liège. Grâce à lui mais aussi au Japonais Ryota Morioka, Waasland-Beveren va se positionner en milieu du classement ce qui est exceptionnel pour les Flamands.

#### Prêt au Bayer Leverkusen
Le Bayer Leverkusen officialise le 6 août 2018 l'arrivée de Kiese Thelin, prêté pour une saison par le club belge.

#### Prêt à Malmö
Le 9 janvier 2020, Kiese Thelin est prêté une saison au Malmö FF.

#### Prêt à Kasimpasa
Le 31 décembre 2020, à l'issue de son prêt, il retourne à Anderlecht. Le 5 janvier 2021, il est prêté sans option d'achat à Kasimpasa, en Turquie.

### Carrière en sélection

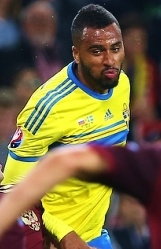
Kiese Thelin en 2015 avec le maillot de la Suède.

Le 14 octobre 2014, il permet à l'Équipe de Suède espoirs de football de se qualifier à l'Euro 2015 Espoirs en inscrivant 2 buts face à l'Équipe de France espoirs de football en match retour de barrage. Grâce à ses deux buts, la Suède l'emporte 4-1 après une défaite 0-2 en France.
La première sélection d'Isaac Kiese Thelin avec la Suède A intervient le 18 novembre 2014 face à la France au Stade Vélodrome de Marseille, où la France l'emporte 1-0.

## Statistiques
| Saison                | Club                     | Championnat           | Championnat | Championnat | Championnat | Coupe nationale | Coupe nationale | Coupe nationale | Coupe de la Ligue | Coupe de la Ligue | Coupe de la Ligue | Supercoupe | Supercoupe | Supercoupe | Compétition(s) continentale(s) | Compétition(s) continentale(s) | Compétition(s) continentale(s) | Compétition(s) continentale(s) | Autres compétitions | Autres compétitions | Autres compétitions | Autres compétitions | Total | Total | Total |
| Saison                | Club                     | Division              | M.          | B.          | P.d.        | M.              | B.              | P.d.            | M.                | B.                | P.d.              | M.         | B.         | P.d.       | Comp.                          | M.                             | B.                             | P.d.                           | Comp.               | M.                  | B.                  | P.d.                | M.    | B.    | P.d.  |
| 2011                  | IFK Norrköping FK        | Allsvenskan           | 0           | 0           | 0           | -               | -               | -               | -                 | -                 | -                 | -          | -          | -          | -                              | -                              | -                              | -                              | -                   | -                   | -                   | -                   | 0     | 0     | 0     |
| 2012                  | IFK Norrköping FK        | Allsvenskan           | 11          | 2           | 1           | 1               | 0               | 0               | -                 | -                 | -                 | -          | -          | -          | -                              | -                              | -                              | -                              | -                   | -                   | -                   | -                   | 12    | 2     | 1     |
| 2013                  | IFK Norrköping FK        | Allsvenskan           | 25          | 4           | 5           | 4               | 0               | 1               | -                 | -                 | -                 | -          | -          | -          | -                              | -                              | -                              | -                              | -                   | -                   | -                   | -                   | 29    | 4     | 6     |
| 2014                  | IFK Norrköping FK        | Allsvenskan           | 12          | 0           | 2           | 2               | 0               | 0               | -                 | -                 | -                 | -          | -          | -          | -                              | -                              | -                              | -                              | -                   | -                   | -                   | -                   | 14    | 0     | 2     |
| 2014                  | Malmö FF                 | Allsvenskan           | 14          | 5           | 1           | -               | -               | -               | -                 | -                 | -                 | -          | -          | -          | C1                             | 12                             | 2                              | 2                              | -                   | -                   | -                   | -                   | 26    | 7     | 3     |
| Sous-total            | Sous-total               | Sous-total            | 62          | 11          | 9           | 7               | 0               | 1               | -                 | -                 | -                 | -          | -          | -          | -                              | 12                             | 2                              | 2                              | -                   | -                   | -                   | -                   | 81    | 13    | 12    |
| 2014-2015             | FC Girondins de Bordeaux | Ligue 1               | 15          | 1           | 3           | -               | -               | -               | -                 | -                 | -                 | -          | -          | -          | -                              | -                              | -                              | -                              | -                   | -                   | -                   | -                   | 15    | 1     | 3     |
| 2015-2016             | FC Girondins de Bordeaux | Ligue 1               | 7           | 0           | 0           | -               | -               | -               | -                 | -                 | -                 | -          | -          | -          | C3                             | 5                              | 1                              | 0                              | -                   | -                   | -                   | -                   | 12    | 1     | 0     |
| 2016-2017             | FC Girondins de Bordeaux | Ligue 1               | 7           | 2           | 2           | -               | -               | -               | 2                 | 0                 | 0                 | -          | -          | -          | -                              | -                              | -                              | -                              | -                   | -                   | -                   | -                   | 9     | 2     | 2     |
| Sous-total            | Sous-total               | Sous-total            | 29          | 3           | 5           | -               | -               | -               | 2                 | 0                 | 0                 | -          | -          | -          | -                              | 5                              | 1                              | 0                              | -                   | -                   | -                   | -                   | 36    | 4     | 5     |
| 2016-2017             | RSC Anderlecht (prêt)    | Jupiler Pro League    | 6           | 0           | 1           | -               | -               | -               | -                 | -                 | -                 | -          | -          | -          | C3                             | 6                              | 1                              | 0                              | PO                  | 10                  | 1                   | 0                   | 22    | 2     | 1     |
| 2017-2018             | RSC Anderlecht           | Jupiler Pro League    | 2           | 0           | 0           | -               | -               | -               | -                 | -                 | -                 | 1          | 0          | 0          | -                              | -                              | -                              | -                              | -                   | -                   | -                   | -                   | 3     | 0     | 0     |
| Sous-total            | Sous-total               | Sous-total            | 8           | 0           | 1           | -               | -               | -               | -                 | -                 | -                 | 1          | 0          | 0          | -                              | 6                              | 1                              | 0                              | -                   | 10                  | 1                   | 0                   | 25    | 2     | 1     |
| 2017-2018             | Waasland-Beveren (prêt)  | Jupiler Pro League    | 25          | 16          | 3           | 3               | 0               | 2               | -                 | -                 | -                 | -          | -          | -          | -                              | -                              | -                              | -                              | PO                  | 8                   | 3                   | 0                   | 36    | 19    | 5     |
| Sous-total            | Sous-total               | Sous-total            | 25          | 16          | 3           | 3               | 0               | 2               | -                 | -                 | -                 | -          | -          | -          | -                              | -                              | -                              | -                              | -                   | 8                   | 3                   | 0                   | 36    | 19    | 5     |
| 2018-2019             | Bayer Leverkusen (prêt)  | Bundesliga            | 6           | 0           | 0           | 2               | 0               | 0               | -                 | -                 | -                 | -          | -          | -          | C3                             | 6                              | 1                              | 0                              | -                   | -                   | -                   | -                   | 14    | 1     | 0     |
| Sous-total            | Sous-total               | Sous-total            | 6           | 0           | 0           | 2               | 0               | 0               | -                 | -                 | -                 | -          | -          | -          | -                              | 6                              | 1                              | 0                              | -                   | -                   | -                   | -                   | 14    | 1     | 0     |
| 2019-2020             | RSC Anderlecht           | Jupiler Pro League    | 10          | 0           | 0           | 2               | 1               | 0               | -                 | -                 | -                 | -          | -          | -          | -                              | -                              | -                              | -                              | -                   | -                   | -                   | -                   | 12    | 1     | 0     |
| 2019                  | Malmö FF                 | Allsvenskan           | -           | -           | -           | -               | -               | -               | -                 | -                 | -                 | -          | -          | -          | C3                             | 2                              | 1                              | 0                              | -                   | -                   | -                   | -                   | 2     | 1     | 0     |
| 2020                  | Malmö FF                 | Allsvenskan           | 25          | 14          | 1           | 4               | 0               | 0               | -                 | -                 | -                 | -          | -          | -          | C3                             | 3                              | 2                              | 0                              | -                   | -                   | -                   | -                   | 32    | 16    | 1     |
| Sous-total            | Sous-total               | Sous-total            | 35          | 14          | 0           | 6               | 1               | 0               | -                 | -                 | -                 | -          | -          | -          | -                              | 5                              | 3                              | 0                              | -                   | -                   | -                   | -                   | 46    | 18    | 0     |
| 2020-2021             | Kasımpaşa SK             | Süper Lig             | 9           | 5           | 0           | 1               | 0               | 0               | -                 | -                 | -                 | -          | -          | -          | -                              | -                              | -                              | -                              | -                   | -                   | -                   | -                   | 10    | 5     | 0     |
| Sous-total            | Sous-total               | Sous-total            | 9           | 5           | 0           | 1               | 0               | 0               | -                 | -                 | -                 | -          | -          | -          | -                              | 5                              | 3                              | 0                              | -                   | -                   | -                   | -                   | 15    | 8     | 0     |
| Total sur la carrière | Total sur la carrière    | Total sur la carrière | 174         | 49          | 18          | 19              | 1               | 3               | 2                 | 0                 | 0                 | 1          | 0          | 0          | -                              | 34                             | 8                              | 2                              | -                   | 18                  | 3                   | 0                   | 248   | 61    | 23    |

## Palmarès
Malmö FF
- Championnat de Suède (2) :
  - Champion : 2014 et 2020.
- Supercoupe de Suède (1) :
  - Vainqueur : 2014.
- Svenska Cupen (1) 
  - Vainqueur : 2021-2022

 RSC Anderlecht
- Championnat de Belgique (1)
  - Champion : 2017.
- Supercoupe de Belgique (1)
  - Vainqueur : 2017.

 Suède espoirs
- Euro espoirs (1) :
  - Vainqueur : 2015

### Récompenses individuelles
- Attaquant de l'année de Championnat de Suèd : 2023[6].
- Meilleure buteur du Championnat de Suèd : 2023 (16 buts)[7].